# Alsfeld
Alsfeld – miasto w Niemczech, w kraju związkowym Hesja, w rejencji Gießen, w powiecie Vogelsberg.

## Muzea
- Muzeum Regionalne (Regionalmuseum Alsfeld)
- Dom Bajek (Märchenhaus) z piętrem, na którym zgromadzono domki dla lalek i inne zabawki z XIX i XX wieku, pochodzące głównie z okolic Rudaw.

## Współpraca
Miejscowości partnerskie:
- Amstetten, Austria
- Chaville, Francja
- Nakskov, Dania
- New Mills, Anglia
- Nowa Wieś Spiska, Słowacja

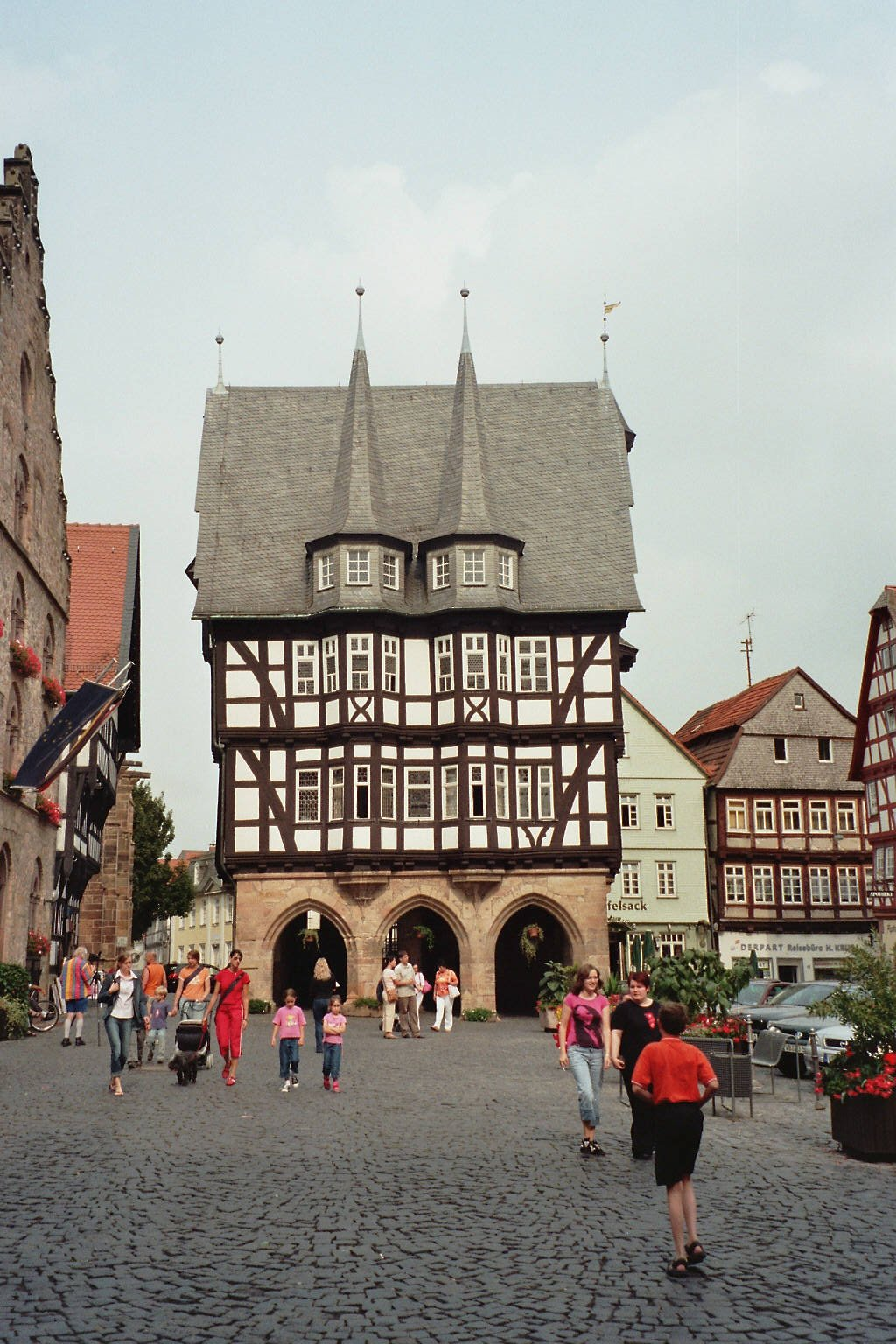
Ratusz na rynku